# Cactaceae Systematics Initiatives
Cactaceae Systematics Initiatives (abreviado Cactaceae Syst. Initiat.) es una revista ilustrada con descripciones botánicas que es editada en Inglaterra por el International Cactaceae Systematics Group. Fue publicado como volumen 9 en el año 2000, con el nombre de Cactaceae Systematics Initiatives: Bulletin of the International Cactaceae Systematics Group. . Fue precedida por Cactaceae Consensus Initiatives.